# Valle del Claro
Valle del Claro es una denominación de origen chilena para vinos procedentes de la zona vitícola homónima que se ajusten a los requisitos establecidos por el Decreto de Agricultura n.º 464 de 14 de diciembre de 1994, que establece la zonificación vitícola del país y fija las normas para su utilización como denominaciones de origen.
La zona vitícola de Valle del Claro se encuadra dentro de la subregión del Valle del Maule y comprende las comunas de Talca, San Clemente, Pencahue, Maule, Pelarco y San Rafael de la provincia de Talca, distinguiéndose dentro de esta zona seis áreas viticolas que corresponden a 8 comunas a saber:
- El área vitícola de Talca, compuesta por las comunas administrativas de Talca, Maule, y Pelarco
- El área vitícola de Pencahue, compuesta por la comuna administrativa homónima
- El área vitícola de San Clemente, compuesta por la comuna administrativa homónima
- El área vitícola de San Rafael, compuesta por la comuna administrativa homónima
- El área vitícola de Empedrado, compuesta por la comuna administrativa homónima
- El área vitícola de Curepto, compuesta por la comuna administrativa homónima